# Aïn Djasser
Aïn Djasser (Sebt Boughezal) est une commune de la wilaya de Batna en Algérie. Elle se situe à mi-chemin entre Sétif et Batna.
Sa population est de 15 704 habitants en 2008.

## Géographie

### Situation
Le territoire de la commune d'Aïn Djasser est situé au nord de la wilaya de Batna.
| Taya (wilaya de Sétif)  | Tadjenanet (wilaya de Mila) | Ouled Khalouf (wilaya de Mila) |
| Taya [(wilaya de Sétif) | Aïn Djasser                 | Zanat El Beida                 |
| El Hassi                | El Hassi, Zanat El Beida    | Zanat El Beida                 |

### Localités de la commune
La commune d'Aïn Djasser est composée de 10 localités :
- Aïn Djasser Centre
- Aïn Oum El Djera
- Chouf Ghrab
- Chouk Sbaa
- Draa Klallouche
- Lefrada
- Massika (Cité Nadjah)
- Ouled Amor Tebalgha
- Ouled Si Abderrahmane
- Ziza